# Запис Живковића дуд (Шалудовац)
Запис Живковића дуд (Шалудовац) се налази на парцели чији је власник Живковић Витомир.

## Локација
| Општина             | Параћин                                                         |
| Катастарска општина | Шалудовац                                                       |
| Потес               | Брдо                                                            |
| Координате          | 43° 53′ 25″ С; 21° 33′ 29″ И / 43.890300000000003° С; 21.558° И |
| Надморска висина    | 376m                                                            |

## Карактеристике
Дендрометријске вредности утврђене на терену и сателитским снимцима:
| Стабло                     | Дуд |
| Висина стабла              | m   |
| Обим дебла                 | m   |
| Пречник крошње             | 11m |
| Пречник дебла              | m   |
| Висина дебла до прве гране | m   |

## База записа
Запис је у оквиру Викимедија пројекта "Запис - Свето дрво" заведен под редним бројем 0402.